# Chikungunya
Chikungunya (vyslov čikunguňa) je nemoc vyvolána arbovirem z rodu alphavirů (čeleď Togaviridae). 

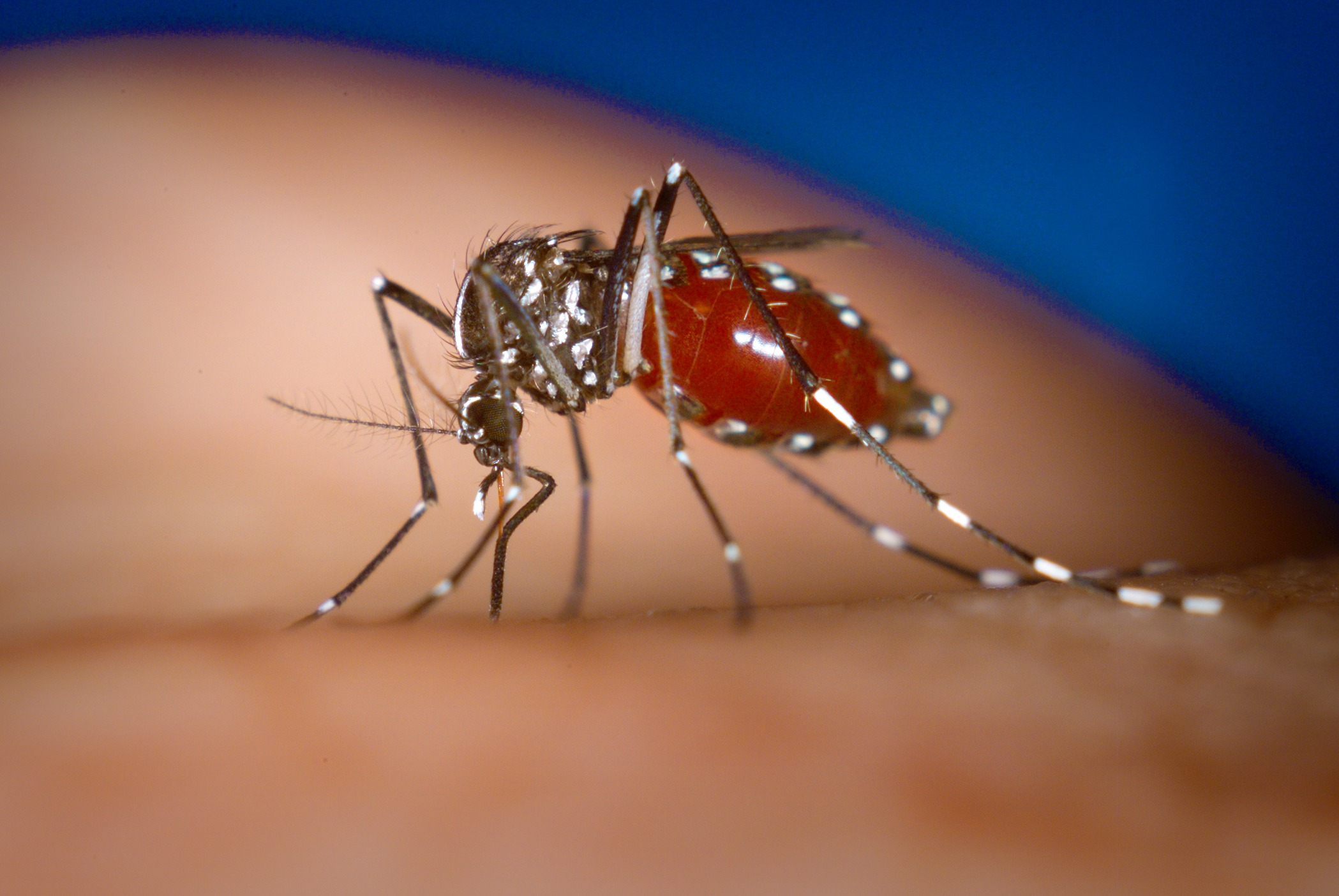
Komár tygrovaný je jedním z přenašečů horečky Chikungunya

## Etymologie
Jméno viru je odvozeno od držení těla nemocných osob, protože v jazyce makonde to znamená „kráčet skloněný“.

## Historie
Virus, který způsobuje onemocnění chikungunya, vědci poprvé izolovali v roce 1952 v Tanzanii a Ugandě. Ojediněle se tento virus objevil v Evropě (například v severní Itálii). V Itálii se virus poprvé objevil v roce 2007, přinesl ji pravděpodobně pacient, který předtím pobýval v Indii, a následně vypukla epidemie, která postihla až 250 lidí. V roce 2017 se nemoc vyskytla v italských městech Anzio, Řím a Latina. K 15. září 2017 bylo postiženo již 47 lidí, ještě předchozí den bylo médiím známo jen 17 případů. O první zásah žádala ministryně zdravotnictví již 7. září 2017. Římská primátorka si postěžovala, že jí vedení regionu Lazio předalo informace o vypuknutí nemoci příliš pozdě. V zasažených oblastech bylo zastaveno dárcovství krve. V roce 2025 byly hlášeny tisíce případů nákazy v čínské provincii Kuang-tung.

## Klinické projevy
Hlavními projevy tohoto onemocnění je horečka, bolesti kloubů, hlavy a svalů. Někteří nemocní pacienti mají další příznaky, například vyrážku, nevolnost, únavu, krvácení z nosu nebo dásní. Inkubační doba je pět až sedm dní. Přenašečem horečky chikungunya je hmyz (mušky, komáři) a rezervoárem infekce jsou primáti. V místech epidemie je významnějším zdrojem infekce i člověk.
Kauzální léčba není možná, provádí se pouze symptomatické řešení příznaků (horečka, bolesti, atd.). Prevence spočívá především v omezení rizika kousnutí hmyzem (komáři rodu Aedes jsou aktivní hlavně přes den a ve vlhkých obdobích roku), i když vakcína pro určité rizikové skupiny je od roku 2023 v procesu schvalování.